# Armand Salacrou
Armand Salacrou (Rouen, 9 de agosto de 1899 — Le Havre, 23 de novembro de 1989) foi um dramaturgo francês.

## Biografia
Ele nasceu em Rouen, mas passou a maior parte de sua infância em Le Havre, e mudou-se para Paris em 1917. Seus primeiros trabalhos mostram a influência dos surrealistas.
Era dono de uma lucrativa empresa de publicidade, mas a vendeu para se dedicar a escrever peças. Incentivado por Charles Dullin, escreveu em uma ampla variedade de estilos e teve grande sucesso em meados da década de 1930. Seu trabalho posterior é geralmente agrupado com o dos existencialistas . Flertou com o comunismo durante a década de 1920 e criticou o capitalismo em sua peça Boulevard Durand. Durante a ocupação nazista da França, ele participou da resistência clandestina francesa, uma experiência que ele celebrou em Les Nuits de la colère.
Era membro da Académie Goncourt, e uma biblioteca em sua cidade natal leva o seu nome.

## Roteiros
- 1923: Magasin d'accessoires, Histoire de cirque, Le Casseur d'assiettes, Les Trente Tombes de Judas
- 1924: La Boule de Verre
- 1925: Le Pont de l'Europe
- 1925: Tour à terre
- 1927: Patchouli, ou Les Désordres de l'amour
- 1929: Atlas-Hôtel , Les Frénétiques
- 1931: La Vie en Rose
- 1933: Une femme libre , Poof
- 1935: L'Inconnue d'Arras
- 1936: Un homme comme les autres
- 1937: La terre est ronde
- 1939: Histoire de rire
- 1941: La Marguerite
- 1944: Les Fiancés du Havre
- 1945: Le Soldat et la sorcière
- 1946: Les Nuits de la colère
- 1946: L'Archipel Lenoir, ou Il ne faut pas toucher aux choses inutiles , Pourquoi pas moi?
- 1950: Dieu le savait, ou la Vie n'est pas sérieuse
- 1952: Sens Interdit, ou Les Âges de la Vie
- 1953: Les Invités du Bon Dieu
- 1953: Une femme trop honnête, ou Tout est dans la façon de le dire
- 1954: Le Miroir
- 1959: Boulevard Durand
- 1964: Comme les Chardons
- 1966: La Rue Noire